# Ero aphana.
Ero aphana. är en spindelart som först beskrevs av Charles Athanase Walckenaer 1802.  Ero aphana. ingår i släktet Ero och familjen kaparspindlar. Inga underarter finns listade i Catalogue of Life.